# Esquadrão N.º 242 da RAF
O Esquadrão N.º 242 foi um esquadrão da Real Força Aérea (RAF). O esquadrão prestou serviço em diversas modalidades durante a Primeira Guerra Mundial, Segunda Guerra Mundial e Guerra Fria.
Durante a Segunda Guerra Mundial, o esquadrão foi notável por (em primeiro lugar) ter muitos pilotos que eram membros da RCAF ou canadianos a servir na RAF - ao ponto que às vezes era conhecido, não oficialmente, como "Esquadrão N.º 242 Canadiano" - e (em segundo lugar) por ser o primeiro esquadrão a ser comandado por Douglas Bader.

## História

### Na Primeira Guerra Mundial
O esquadrão foi formado em 15 de agosto de 1918 partir d esquadrilhas de hidroaviões n.º 408, 409 e 514 na Base de Hidroaviões de Newhaven, e continuou a usar o Short 184 de lá e do campo de aviação em Telscombe Cliffs em patrulhas anti-submarinas sobre o Canal da Mancha até ao final da Primeira Guerra Mundial.

### Na Segunda Guerra Mundial
O esquadrão foi reformado na RAF Church Fenton em 30 de outubro de 1939 com pessoal canadiano. Primeiro foi equipado com o Bristol Blenheim e o Fairey Battle, e mais tarde passou a usar o Hawker Hurricane, em fevereiro de 1940.

#### Reformado com Spitfires
Em 10 de abril de 1942, o esquadrão foi reformado na RAF Turnhouse, Escócia, com o Supermarine Spitfire, e envolveu-se em missões de patrulha costeira.

### No Comando de Transporte
O esquadrão foi reformado novamente em 15 de novembro de 1944 na RAF Stoney Cross como um esquadrão de transporte, tendo recebido treino de pilotagem no Vickers Wellington e depois ficando operacional com o Short Stirling. Em 1946, operou o Avro York fazendo serviços regulares de transporte para a Índia e os Açores; em junho de 1946, estava localizado na RAF Oakington como parte do Grupo N.º 47. Em 1948, envolveu-se no Bloqueio de Berlim operando a partir de Wunstorf. Depois do bloqueio de Berlim, ele voltou para a Inglaterra e foi re-equipado com aviões Handley Page Hastings. O esquadrão foi dissolvido na RAF Lyneham no dia 1 de maio de 1950.

### Unidade de mísseis
Em 1 de outubro de 1959, foi reformado na RAF Marham como uma unidade de mísseis superfície-ar com aviões Bristol Bloodhound. Foi encarregado de proteger as bases dos bombardeiros V até à sua dissolução em 30 de setembro de 1964.

## Aeronaves operadas
| A partir de       | Para              | Aeronave              | Versão |
| ----------------- | ----------------- | --------------------- | ------ |
| Agosto de 1918    | Maio de 1919      | Short 184             |        |
| Agosto de 1918    | Janeiro de 1919   | Airco DH.6            |        |
| Outubro de 1918   | Novembro de 1918  | Fairey Campania       |        |
| Dezembro de 1939  | Dezembro de 1939  | Bristol Blenheim      | Mk.If  |
| Dezembro de 1939  | Fevereiro de 1940 | Fairey Battle         | Mk.I   |
| Janeiro de 1940   | Fevereiro de 1941 | Hawker Hurricane      | Mk.I   |
| Fevereiro de 1941 | Fevereiro de 1942 | Hawker Hurricane      | Mk.IIb |
| Abril de 1942     | Dez. 1943         | Supermarine Spitfire  | Mk.Vb  |
| Julho de 1943     | Fevereiro de 1944 | Supermarine Spitfire  | Mk.Vc  |
| Junho de 1943     | Outubro de 1944   | Supermarine Spitfire  | Mk.IX  |
| Janeiro de 1945   | Fevereiro de 1945 | Vickers Wellington    | Mk.XVI |
| Fevereiro de 1945 | Janeiro de 1946   | Short Stirling        | Mk.V   |
| Abril de 1945     | Setembro de 1945  | Avro York             | C.1    |
| Setembro de 1945  | Dez. 1945         | Short Stirling        | Mk.IV  |
| Dez. 1945         | Setembro de 1949  | Avro York             | C.1    |
| Setembro de 1949  | Maio 1950         | Handley Page Hastings | C.1    |
| Outubro de 1959   | Setembro de 1964  | Bristol Bloodhound    | Mk.I   |